# Stenocoptus
Stenocoptus is een kevergeslacht uit de familie van de boktorren (Cerambycidae). De wetenschappelijke naam van het geslacht werd voor het eerst geldig gepubliceerd in 1893 door Kolbe.

## Soorten
Stenocoptus omvat de volgende soorten:
- Stenocoptus biapicatus Breuning, 1960
- Stenocoptus brevicauda Kolbe, 1893